# Nefcer-völgy
A Nefcer-völgy (szlovákul Nefcerka) a Magas-Tátra Kapor-völgyének közepén jobbra kiágazó, 3 km hosszú, jelentős oldalvölgy. A völgyzárlatot a Kriván-szárnyvonulat szakasza a Triumetáltól a Kriván-vállig képezi. A Hlinszka-völgytől (Hincói-völgytől) a Hrubo-gerinc, a Kriváni-katlanvölgytől a Kriván-váll ény. ága (Kriván-gerinc) választja el.
A terület turisztikailag nem megközelíthető, a völgyön keresztül nem vezet turistaösvény.

## Néveredet
Nevét a Nefcer (Neftzer) vezetéknév szerint kapta. 
Majláth Béla az MKE 1877-es Évkönyvében javasolta, hogy a völgy felső részét, ahol a Terianszko-tavak találhatók, nevezzék el Terjanszkó-katlannak. Lehet, hogy valaha az egész Nefcer-völgyet így nevezték – erre utal a Pressburger Zeitungban 1817-ben megjelent cikk, ahol „Thal Teriawska” elnevezést emlegetnek. Ennek magyarázatát lásd a Alsó-Terianszki-tó szócikknél.

## Tengerszemei
- Felső- és Alsó-Terianszki-tó (Vysňé és Nižné Terianske pleso)
- (Malé Terianske pleso)

## A Necfer-völgy vadászati emlékei
A Necfer-völgy a 19. században legfelső körök vadászterülete volt. Maga a tragikus sorsú trónörökös, Rudolf főherceg is a itt, a Nefcer-réten építette 1880-ban vadászházát, Rudolf trónörökös vadászháza (Rudolfova chata) egy három helyiségből álló földszintes faépületet, mellette fészerrel a lovak és a személyzet részére. A fészert a turisták bármikor használhatták, ha nem voltak jelen a tulajdonosok. Rudolf halála után, 1889-ben a kincstári erdőgazdaság a turisták részére a házat is hozzáférhetővé tette. A kulcs a podbanszkói erdésznél volt. A ház közelében állt egy pásztorkunyhó, ahol a turisták szintén megszállhattak. A vadászház 1909-ben leégett, és ugyanilyen sorsa lett a pásztorkunyhónak, hat évvel később.
Az erdőgazdaság 1912-ben nem messze a Necfer-patak torkolatától felállított egy erdészházat Nefcer-völgyi vadászkunyhó; ezt a Csehszlovák Turista Klub menedékházzá alakította, és a szervezet vezető egyéniségéről Mühlmann-háznak (Mühlmannova chata) nevezték el. A gyér látogatottságú, kb. 40 fekvőhelyes ház a körülmények szerint egész évben nyitva volt, főleg lengyel turisták látogatták.